# Dennis Martínez
José Denis Martínez Ortiz (Granada, 14 de mayo de 1954), más conocido como Dennis Martínez, es un ex lanzador abridor en las Grandes Ligas de Béisbol.

## Orígenes
Sus padres fueron Edmundo Martínez y Emilia Ortiz de Martínez. Empezó jugando béisbol en un improvisado terreno de juego conocido como "La Sabaneta".

## Carrera deportiva

### Carrera aficionada

#### Campeonato Nacional Juvenil
Se dio a conocer a nivel nacional durante el Campeonato Juvenil de 1971 con el equipo Prego Junior cuando ganó el Campeonato lanzando un juego de 1-0, permitiendo un infield hit y empujando la única carrera de su equipo con un cuadrangular.

#### Primera División de Béisbol Nicaragüense
Inició en Primera División con el equipo Tiburones de Granada donde el mánager Heberto Portobanco le dio la oportunidad de lanzar y Denis la aprovechó para demostrar su valía y confirmarse poco a poco como una de las principales estrellas del montículo del equipo sultaneco.
En 1972 a sus 17 años, ganó 11 juegos para los Tiburones incluyendo el partido decisivo del Campeonato al vencer al equipo Metropolitanos de León (Mets de León). 

#### Seleccionado nacional
En 1972, fue convocado a la selección nacional que participó en el denominado Torneo de la Amistad celebrado en República Dominicana semanas antes de la Copa Mundial de Béisbol que se celebraría en Nicaragua. En dicho torneo, inesperadamente es designado abridor contra el equipo de Cuba obteniendo una victoria 5-4 con relevo de Antonio Herradora.
Tuvo una participación brillante en el XX Mundial Nicaragua '72 y también en el XXII Mundial organizado en 1973 por la Federación Mundial de Béisbol Amateur (FEMBA).

### Carrera profesional
Al finalizar la XXII Serie Mundial 1973 y tras perder un duelo contra Dick Wortham del equipo Estadounidense (quien posteriormente llegó a Grandes Ligas) por recomendaciones del cubano Tony Castaño, entrenador de Nicaragua, y con mediación del recordado dirigente Julio Blanco Herrera, fue firmado por el scout Ray Poitevant.

#### Ligas Menores
En 1974 Denis inició su carrera profesional en ligas menores jugando para los Babe Orioles de Miami categoría Clase A Avanzada (Fuerte), gracias a su destacada actuación en 1975 subió al club Ashville en categoría Doble A y en poco tiempo pasó a militar en el club Rochester, categoría Triple A.

#### Grandes Ligas
El 14 de septiembre de 1976 hace su debut en las Grandes Ligas con los Orioles de Baltimore en un encuentro frente a los Tigres de Detroit convirtiéndose en el primer pelotero nicaragüense en llegar a Grandes Ligas.
Ganó 45 juegos en tres años, tirando 292 entradas en 1979, recuperándose en 1981 ganando 14 juegos y vio la temporada cortada por una huelga de peloteros. Llegó a figurar entre los mejores lanzadores de los Orioles de Baltimore de 1976 a 1986.
La grandeza de Denis con los Orioles se ve opacada por problemas de alcoholismo en 1983, año en que fue arrestado por conducir ebrio, la pesadilla del vicio había comenzado casi desde el mismo momento en que llegó a los Estados Unidos.
Tras firmar su primer contrato Profesional a sus 18 años Martínez festejaba cada triunfo con licor. Al momento de su arresto el jugador a tenía 10 años entregado a los tragos, al estar alejado de su familia, las barreras del idioma, soledad, los largos viajes y la guerra en Nicaragua eran sus excusas para beber.
Pero Denis volvió a mostrar su grandeza sobreponiéndose a este mal luchando con toda su voluntad, se volvió a levantar y comenzó nuevamente a brillar en las Ligas Mayores, esta vez con los Montreal Expos donde estuvo de 1987 a 1993.
El 28 de julio de 1991 se consagró como el lanzador número 13 y primer latinoamericano en la historia en lograr un juego perfecto al dominar a los Dodgers de Los Ángeles mientras pertenecía a los Montreal Expos.
En 1994 firmó como agente libre de los Indios de Cleveland, tuvo marca de 26-15 y ayudó a llevar a los Indios a su Primera Serie Mundial en más de 40 años. La carrera de Martínez comenzó a peligrar después que sufrió una lesión en el codo derecho en 1996.
Durante su carrera participó en 3 Series Mundiales, 4 apariciones en Juegos de Estrellas, ganó 100 juegos en cada liga, 30 blanqueadas, 122 Juegos Completos y 1 Juego Perfecto, lanzó 3999 entradas y dos tercios.
Jugó 23 temporadas en Grandes Ligas de 1976 a 1998. Terminó su carrera con 245 victorias (entre los lanzadores latinoamericanos más ganadores de la historia en las Grandes Ligas) y 193 derrotas.
Se retiró a los 43 años de edad.

#### Entrenador
En 2010 trabajó como instructor de picheo en ligas menores para la organización de los Cardenales de San Luis en categoría Doble A.
Fue nombrado manager de la selección nacional de Nicaragua para el Torneo clasificatorio al Clásico Mundial de Béisbol 2013  que tuvo como sede el estadio Rod Carew en noviembre de 2012. 
Ese mismo año fue coach de bullpen para los Astros de Houston.
Fue invitado al Juego de Futuras Estrellas (Future All-Stars Game) 2019 como mánager del equipo de los mejores prospectos de la Liga Nacional. El juego se celebró en el Progressive Field de los Indios de Cleveland y fue un empate 2-2 en ocho entradas.

## Fundación Dennis Martínez
Creó una Fundación internacional con su nombre, fundó y patrocinó la "Academia Nicaragüense de Béisbol" y ayudó a Organizaciones Cristianas sin fines de lucro, orfanatos, granjas sostenibles y a la niñez de escasos recursos, poniendo el nombre de su país siempre en alto.

## Reconocimientos
En 2011, en honor al Mes Nacional de la Herencia Hispana, la MLB consultó a un grupo de expertos e historiadores del béisbol latino para crear la lista de los cinco (05) mejores lanzadores latinos de la historia en Grandes Ligas: Dennis Martínez "El Presidente de la lomita" fue ubicado en el cuarto puesto. Solamente fueron considerados jugadores retirados para esta selección.
Jesse Sánchez, veterano escritor de béisbol, lo valoró así:
"Él es una leyenda en Latinoamérica. El Presidente Dennis Martínez puso a Centroamérica en el mapa."
Mientras que Sandy Alomar Jr., quien fuera cátcher de los Indios de Cleveland durante la estancia de Dennis con la tribu, señaló:
"Su reputación era la de un competidor. Se podía decir que no temía lanzar adentro. Esa era su reputación, no fallaba por el centro del plato."

### Salón de la fama mundial
En mayo del 2015, en la segunda elección, fue elegido al Salón de la Fama del Béisbol Mundial junto con Ted Williams, Mickey Mantle y Nolan Ryan (Estados Unidos de América), Rod Carew (Panamá) y Omar Linares (Cuba). En esta ocasión, Martínez y Linares fueron los que más votos recibieron en la categoría nacidos fuera de Estados Unidos.
En la primera selección, en 2014, Babe Ruth, Hank Aaron, Sadaharu Oh y Roberto Clemente fueron elegidos, entre otros.
El objetivo de esta entidad es seleccionar y honrar a grandes jugadores y personalidades del béisbol mundial, sin limitarse a las Grandes Ligas. Su sede está en Canadá, en la ciudad de Hoboken, donde se construye un edificio en el lugar en donde se considera "se jugó el primer partido de béisbol" bajo la mayoría de reglas que aún prevalecen en este deporte.
Denis Martínez es también parte del Salón de la Fama del Béisbol del Caribe, Salón de la Fama de los Orioles de Baltimore y Salón de la Fama de los Expos de Montreal.